# Football féminin Yzeure Allier Auvergne
Maillots
| \| Yzeure \| Localisation d'Yzeure. |
| Yzeure                              |

Le Football féminin Yzeure Allier Auvergne est un club de football féminin français basé à Yzeure et fondé en 1999.
Les Yzeuriennes atteignent pour la première fois de leur histoire la Division 1 en 2008, après avoir rapidement gravi les échelons depuis la Ligue d'Auvergne, puisque le club passe de la Division d'Honneur à la Division 1 en seulement neuf saisons, décrochant par ailleurs le titre de champion de seconde division en 2008.
L'équipe club évolue au stade de Bellevue.

## Histoire
- 1999 : création du club ;
- 2000-2003 : le club évolue en Division 2 ;
- 2004-2006 : le club évolue en Division 3 ;
- 2006-2008 : le club évolue en Division 2 ;
- 2008 : le club est sacré champion de seconde division ;
- 2008-2014 : le club évolue en Division 1 ;
- 2010 : le club est renommé Football Féminin Yzeure Allier Auvergne (FFYAA) ;
- 2014-2023 : le club évolue en Division 2
- Depuis 2023 : à la suite de la restructuration des divisions de football féminin, au classement de D2 2022-2023 et à la situation financière du club, il est rétrogradé administrativement en Régional 1 par la DNCG[2]. Le club déclare forfait général pour le reste de la saison en octobre 2023[3].

Les Yzeuriennes atteignent pour la première fois de leur histoire la Division 1 en 2008, après avoir rapidement gravi les échelons depuis la Ligue d'Auvergne, puisque le club passe de la Division d'Honneur à la Division 1 en seulement neuf saisons, décrochant au passage le titre de champion de seconde division en 2008 , lors de la saison 2008-2009 le club termine 5e de la Division 1 alors qu'il venait d'être promu. La saison suivante le Football féminin Yzeure finit à la même place. De 2010 à 2012, elle termine 9e du championnat avant de retrouver le top 5 de la Division 1 lors de la saison 2012/2013. De 2014 à 2023, il joue en deuxième division (D2) le club termine deuxième lors des saisons 2014/2015 et 2015/2016. Les Yzeuriennes disputent également une finale de Coupe de France féminine de football en 2022. Depuis la saison 2023-2024, le club évolue en Régional 1 (quatrième échelon).

## Principaux partenaires
Partenaires officiels du club.
- La ville d'Yzeure
- Le département de l'Allier
- La région Auvergne-Rhône-Alpes

## Palmarès
Le palmarès de l'équipe féminine du FFYAA comporte un championnat de France de seconde division.
Le tableau suivant liste le palmarès du club actualisé à l'issue de la saison 2011-2012 dans les différentes compétitions officielles au niveau national et régional.
| Compétitions nationales                                                                    | Équipes de jeunes           |
| - Coupe de France - Finaliste : 2022. - Championnat de France de D2 (1) - Champion : 2008. | Votre aide est la bienvenue |

## Bilan saison par saison
Le tableau suivant retrace le parcours du club depuis sa création en 1993 sous la dénomination de FCF Nord-Allier Yzeure, puis de FFYAA depuis 2010.
| Édition    | Division 1 | Division 2                      | Division 3                          | Régional 1 | Coupe de France      |
| 1999-2000  | -          | -                               | Championnat inexistant              | -          | Coupe inexistante    |
| 2000-2001  | -          | 3e (Gr. B)                      | Championnat inexistant              | -          | Coupe inexistante    |
| 2001-2002  | -          | 2e (Gr. B)                      | Championnat inexistant              | -          | 8e de finale         |
| 2002-2003  | -          | 10e (Gr. B)                     | -                                   | -          | non connu            |
| 2003-2004  | -          | -                               | 7e (Gr. B)                          | -          | non connu            |
| 2004-2005  | -          | -                               | 4e (Gr. B) 4e (Tournoi Final Gr. B) | -          | non connu            |
| 2005-2006  | -          | -                               | 2e (Gr. B) 2e (Tournoi Final Gr. A) | -          | non connu            |
| 2006-2007  | -          | 5e (Gr. B)                      | -                                   | -          | 16e de finale        |
| 2007-2008  | -          | 1er (Gr. B) 1er (Tournoi Final) | -                                   | -          | 8e de finale         |
| 2008-2009  | 5e         | -                               | -                                   | -          | 1/4 de finale        |
| 2009-2010  | 5e         | -                               | -                                   | -          | 16e de finale        |
| 2010-2011  | 9e         | -                               | Championnat inexistant              | -          | 8e de finale         |
| 2011-2012  | 9e         | -                               | Championnat inexistant              | -          | 32e de finale        |
| 2012-2013  | 5e         | -                               | Championnat inexistant              | -          | 1/4 de finale        |
| 2013-2014  | 11e        | -                               | Championnat inexistant              | -          | 16e de finale        |
| 2014-2015  | -          | 2e (Gr. B)                      | Championnat inexistant              | -          | 16e de finale        |
| 2015-2016  | -          | 2e (Gr. B)                      | Championnat inexistant              | -          | 16e de finale        |
| 2016-2017  | -          | 7e (Gr. B)                      | Championnat inexistant              | -          | 16e de finale        |
| 2017-2018  | -          | 6e (Gr. B)                      | Championnat inexistant              | -          | 16e de finale        |
| 2018-2019  | -          | 3e (Gr. B)                      | Championnat inexistant              | -          | Premier tour fédéral |
| 2019-2020  | -          | 4e (Gr. B)                      | Championnat inexistant              | -          | 16e de finale        |
| 2020-2021  | -          | 2e (Gr. B)                      | Championnat inexistant              | -          | non connu            |
| 2021-2022  | -          | 4e (Gr. B)                      | Championnat inexistant              | -          | Finale               |
| 2022-2023  | -          | 9e (Gr. B)                      | Championnat inexistant              | -          | Premier tour fédéral |
| Régional 1 | -          | -                               | -                                   | 12e        | 3e tour              |

## Grands noms
- Charlène Gorce
- Ophélie Meilleroux
- Laure Boulleau
- Claire Guillard
- Sandrine Dusang
- Laura Bouillot
- Jeannette Yango
- Charlotte Bilbault
- Élodie Lizzano
- Christine Manie
- Yetunde Oluwatosin Adeboyejo

## Stades
La première équipe évolue au stade de Bellevue situé rue Jean Vidal à Yzeure est le stade emblématique du FFYAA. Il possède une capacité d'environ 2 500 places dont environ 1 000 en tribunes assises couvertes et 150 en gradins découverts.